# جان لويس ليكا
جان لويس ليكا (بالفرنسية: Jean-Louis Leca)‏ (مواليد 21 سبتمبر 1985 في باستيا - فرنسا) لاعب كرة قدم فرنسي يلعب حاليا لصالح نادي الدرجة الأولى فالينسيان الفرنسي منذ 2008 في مركز حارس مرمى .

## روابط خارجية
- جان لويس ليكا على موقع الاتحاد الأوربي (الإنجليزية)
- جان لويس ليكا على موقع إي إس بي إن إف سي (الإنجليزية)
- جان لويس ليكا على موقع قاعدة بيانات كرة القدم.إي يو (الإنجليزية)
- جان لويس ليكا على موقع ليكيب (الفرنسية)
- جان لويس ليكا على موقع Soccerbase.com (لاعب) (الإنجليزية)
- جان لويس ليكا على موقع Soccerway.com (الإنجليزية)
- جان لويس ليكا على موقع عالم كرة القدم.نت (الإنجليزية)
- جان لويس ليكا على موقع كووورة
- جان لويس ليكا على موقع AS.com (الإسبانية)